# Húsz magyar népdal
A Húsz magyar népdal (Sz. 92, BB 98) a zongora-kíséretes szólóénekre írott népdalfeldolgozások műfajában Bartók Béla érett stílusának legnagyszerűbb megvalósítása.

## Keletkezéstörténet
Az 1929-ben komponált sorozat természetesen nem előzmény nélkül való Bartók életművében. Előzménynek tekinthető a Magyar népdalok (Kodállyal közösen) ill. Nyolc magyar népdal, vagy a zongorára íródott Improvizációk magyar parasztdalokra, a két hegedű–rapszódia, illetve a szintén énekhangot és zongorát foglalkoztató Falun (Bartók) ciklus.
Idézet A népi zene hatása a mai műzenére címmel tartott 1931-es Budapesti előadás szövegéből (Bartók ebben fogalmazta meg a maga elé gördített kihívásokat):
„Népi dallamokkal bánni tudni: egyike a legnehezebb feladatoknak. Merem állítani, van olyan nehéz, ha nem nehezebb, mint egy nagyszabású eredeti mű megírása. Ha nem feledkezünk meg arról, hogy [az] előre megadott idegen dallamnak kötelező volta máris nagy megkötöttséget jelent, akkor megértjük a feladat nehézségének egyik okát. Egy másik nehézség a népi dallam sajátságos karaktere. Ezt először is fel kell ismerni, át kell érezni, aztán pedig reliefszerűen kidomborítani a feldolgozásnál, nem pedig elhomályosítani.
Annyi bizonyos, hogy a népdalfeldolgozásokhoz éppen annyira szükséges a jó órában történő munka, vagy ahogy mondani szokás, a „megfelelő inspiráció”, mint bármilyen más mű megírásához.” 
Bartók a feldolgozott dallamokat „A magyar népdal” című 1924-ben megjelent monográfiájából válogatta.
1933-ban a Budapesti Filharmóniai Társaság fennállásának 80 éves jubileumára a Húsz magyar népdal öt tételét átírta zenekarra. Ezt a meghangszerelt változatot 5 évvel később egy rangos németországi fesztivál, a Baden-Baden-i Ünnepi Játékok keretében is be akarták mutatni. 1938 februárjában a produkció ügyében írott levelében Bartók leszögezte:  „Ezek a művek nem „feldolgozások”, hanem eredeti kompozíciók, föléjük – mintegy mottóként – helyezett magyar népdalokkal.” A tervezett Baden-Baden-i bemutató azonban nem valósulhatott meg, mert az Anschluss után az életbe lépő német törvények miatt átdolgozásokat nem lehetett előadni, az ezt felügyelő bizottság meg Bartók művét annak minősítette.

## Füzetek
Az első füzetbe jobbára régi stílusú parlando népdalok kerültek Szomorú nóták címmel, a másodikba feszes ritmusú Táncdalok. A 3. füzet a legterjedelmesebb, ebben hét idegen, nyugati-európai hatást mutató, ún. vegyes stílusú dallamot dolgozott fel Bartók. A negyedik, utolsó füzet pedig új stílusú népdalokat foglal össze egyetlen nagyobb ívű formába, mely megállás, szünet nélkül játszandó (attacca). Az utolsó két darab ugyanannak a népdalnak kétféle feldolgozása, vagyis a 20 népdal 21 művet jelent.

### I. sorozat: szomorú dalok
1. A tömlöcben (Minden ember szerencsésen)
2. Régi Keserves (Olyan árva vagyok)
3. Bujdosó Ének (Erdők, völgyek, szűk ligetek)
4. Pásztornóta (Mikor gulyáslegény voltam[1])

### II. sorozat: táncdalok
1. Székely "lassú" (Azt akartam én megtudni)
2. Székely "friss" (Arra vigyázz, öregasszony)
3. Kanásztánc (Megismerni a kanászt[2])
4. Hatforintos Nóta (A cseroldalt összejártam)

### III. sorozat: vegyes dalok
1. Juhászcsúfoló (Volt-e olyan juhász)
2. Tréfás Nóta (Két krajcárom volt nékem)
3. Párosító (1.) (Sárga csikó, csengő rajta)
4. Párosító (2.) (Virágéknál ég a világ)
5. Pár-Ének (Ne hagyj el, angyalom)
6. Panasz (Beteg az én rózsám nagyon – A malomnak nincsen köve változata)
7. Bordal (Ó, én édes pintes üvegem)

### IV. sorozat: új dalok
1. Hej édesanyám, kedves édesanyám
2. Érik a ropogós cseresznye
3. Már Dobozon, már Dobozon régen leesett a hó – A csitári hegyek alatt változata
4. Sárga kukoricaszál
5. Búza, búza, búza
6. Erdő, erdő, erdő, marosszéki kerek

Bartók 1933-ban öt dalt átdolgozott. Öt magyar népdal énekhangra és zenekarra (BB 108 / Sz 101 / W 64): 1,
2,
11 (III/3),
14 (III/6),
12 (III/4)

## Autográf anyagok
- Fogalmazvány (és 1 p. vázlat a 8. számhoz) (Bartók Péter gyűjteménye: 64VoPS1)
- Autográf másolat (rendhagyó formájú kézirat kézi kottavonalazással), végső javítások után az Universal Edition 1521–1524 4-füzetes elsőkiadás (1932) metszőpéldánya (Bartók Péter gyűjteménye: 64VoPFC1)
- Az autográfról készült kék és barna kontakt-kópiák Bartók kézírásos revízióival, részben már német fordítással (Bartók Archívum, Budapest: 2008)
- Az autográfról készült barna kontakt-kópia, R. St. Hoffmann német fordításával (Bartók Péter gyűjteménye: 64VoPFC2)